# Bobby (Süßware)
Bobby  ist ein österreichischer Schokoriegel, der von Salzburg Schokolade hergestellt wird. Der Riegel wird seit 2007 wieder in der ursprünglich 1967 entworfenen Verpackung angeboten. Als Namensgeber fungiert Graf Bobby, eine  um 1900 erfundene Wiener Witzfigur, die von den 1950er bis zu den 70er Jahren Popularität erlangte.

## Geschichte
1967 wurde der Bobby-Riegel erstmals von Bensdorp-Wien produziert. Auf der Verpackung wurde statt des O ein Kopf mit Melone, Lorgnon, Schnurrbart und Fliege abgebildet. Die Unilever GesmbH übernahm 1973 Bensdorp GmbH und stieg damit in die Süßwarenindustrie ein. 1986 übernahm Jacobs Suchard Bensdorp. Die Schokoriegelanlage wurde 1987 von Tulln nach Salzburg/Grödig in die 1948 gegründete Filiale von Mirabell verlegt. 1994 wurde das Werk an die Tiroler Familie Pöll verkauft. Dies stellte den Beginn des österreichischen Privatunternehmens Salzburg Schokolade dar. 1996 fusionierte das Unternehmen mit Salzburg Sweets.
Anlässlich des 40-jährigen Bestehens von Bobby wurde 2007 die Nostalgieverpackung wieder eingeführt, deren markante Merkmale der Kopf des Grafen Bobby, der eigenwillige Schriftzug und die Querstreifen sind. 2014 erfolgt eine Übernahme durch die Dr. Philipp Harmer Beteiligungs-GmbH mit Christian Schügerl als geschäftsführendem Gesellschafter. Seit Februar 2015 wird Bobby auch auf Facebook beworben.

## Produktvarianten
Bobby-Schokoriegel werden in den drei Geschmacksrichtungen Caramel, Banane und Schokolade angeboten. Zusätzlich werden immer wieder neue Geschmacksvarianten eingeführt, wie beispielsweise Erdbeer, Rum-Kokos oder Erdnuss. Nach einer gewissen Zeit wird die schwächste Sorte gegen eine neue ausgetauscht. Zurzeit wird zusätzlich die Schokovariante produziert (Stand 08/2017).

## Herstellung
Der Riegel besteht aus einer intensiv schmeckenden, weichen Füllung, diese wird mit Milchschokolade überzogen, mit  Weizen-Reiscrispies bestreut und dann ein zweites Mal in Milchschokolade getunkt. Dadurch entsteht der typische Geschmack und Biss von Bobby.
Bobby-Riegel haben laut Herstellerangaben einen physiologischen Brennwert von 1.890 kJ/100 g (450 kcal/100 g). Ein einzelner Bobby-Riegel (40 g) hat demnach anteilsmäßig 756 kJ (180 kcal).